# John Kotter
 (mai 2020).
Si vous disposez d'ouvrages ou d'articles de référence ou si vous connaissez des sites web de qualité traitant du thème abordé ici, merci de compléter l'article en donnant les références utiles à sa vérifiabilité et en les liant à la section « Notes et références ».
John Paul Kotter (né le 25 février 1947) est professeur à la Harvard Business School. Il est considéré comme une autorité sur le leadership et le changement[non neutre]. En particulier, il explique comment les meilleures entreprises gèrent le changement. 
Kotter est l'auteur du best-seller international Leading Change (Conduire le changement), qui décrit les 8 étapes à mettre en place pour transformer une entreprise. Ce livre est devenu la bible des managers dans le monde entier[non neutre]. En octobre 2001, Business Week magazine avait élu Kotter comme le "gourou du leadership" no 1 en Amérique sur la base d'un sondage effectué auprès de 504 entreprises. 
Son travail le plus connu du grand public, Our Iceberg Is Melting (Alerte sur la banquise !), date de septembre 2006. Il énonce les 8 étapes du changement au moyen d'une allégorie. Ce travail est également la base d'un programme de formation en leadership nommé "Leading Bold Change - Creating Leaders at all Levels".

## Les huit étapes de la conduite du changement
La conduite :
1. Establishing a Sense of Urgency (Créer un sentiment d'urgence)
2. Creating the Guiding Coalition (Créer une équipe de pilotage)
3. Developing a Vision and Strategy (Développer une vision et une stratégie)
4. Communicating the Change Vision (Communiquer la vision du changement)
5. Empowering Employees for Broad-Based Action (Responsabiliser les employés pour une large action)
6. Generating Short-Term Wins (Générer des victoires rapides)
7. Consolidating Gains and Producing More Change (Consolider les gains et produire plus de changements)
8. Anchoring New Approaches in the Culture (Ancrer les nouvelles mesures dans la culture d'entreprise)

Ces huit étapes s'accompagnent d'outils stratégiques servant à :
- repérer les différentes personnalités au sein de l'entreprise,
- communiquer efficacement des messages en travaillant le côté émotionnel,
- travailler les aspects comportementaux qui aboutiront à une modification d'attitude du personnel.

### Alerte sur la banquise
Il était une fois une colonie de pingouins qui vivait depuis des années sur le même iceberg et n'avait aucune raison d'en changer... 
Un beau jour, Fred, un pingouin un peu plus curieux que les autres, découvre que la banquise est en train de fondre et risque de se briser. 
Après moult hésitations, il décide de faire part de ses inquiétudes à Alice, l'un des membres du Conseil des dix. 
La suite de l'histoire rend compte de leurs questionnements et de leurs efforts pour convaincre les autres membres du Conseil de l'imminence du danger et de la nécessité de modifier les habitudes de la tribu. Doit-on croire Fred ? Doit-on mettre au courant le reste de la colonie au risque de provoquer un mouvement de panique ? Quelles sont les solutions envisageables ? 
Les héros de cette fable — Louis (le chef du clan), Chouchou (le favori de ces dames), NonNon (l'" ancien " qui dit toujours non) ou le Professeur (l'" intello ") — nous parlent de résistance au changement et d'actions héroïques, d'obstacles apparemment insurmontables et de tactiques pour les déjouer.

## Management vs. leadership
John Kotter compare ainsi le management au leadership :
| Activité                       | Management                         | Leadership               |
| ------------------------------ | ---------------------------------- | ------------------------ |
| 1. Création d'un calendrier    | Planification et Budgétisation     | Indique la direction     |
| 2. Création d'un réseau humain | Organisation et recrutement        | Coopération et coalition |
| 3. Exécution                   | Contrôle et résolution de problème | Motive et inspire        |
| 4. Résultats                   | Production des résultats espérés   | Produit du changement    |
| ———————————————                | —————————————————                  | —————————————————        |

## Œuvre
- (en), John Kotter, A Force for Change. How Leadership Differs from Management, Free Press, 1990
- (en) Leading change, Harvard Business Review Press, 1996
- Alerte sur la banquise !, Pearson France, 2008, 2018
- Conduire le changement, Pearson France, 2015
- Accélérez ! Oser l'agilité, Pearson France, 2017